# شويرين
شويرين قرية سوريّة تتبع إداريّاً لمحافظة حلب منطقة أعزاز ناحية صوران، بلغ تعداد سكانها 695 نسمة حسب التعداد السكاني لعام 2004.